# COGAG

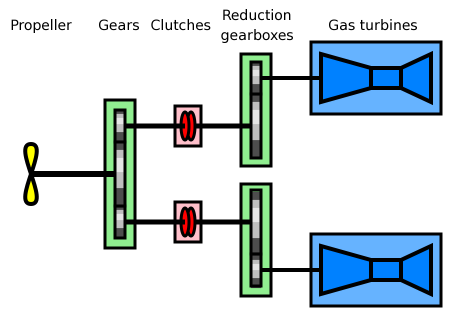
Schéma zapojení systému COGAG

COGAG (anglická zkratka za Combined gas and gas) je kombinovaný námořní pohonný systém, který využívá kombinace dvou plynových turbín pro optimalizaci spotřeby a výkonu. Na rozdíl od systému COGOG umožňuje současné zapojení obou turbín.
Plynové turbíny mají největší účinnost, když běží naplno – z pohledu spotřebovaného paliva je tedy neekonomické, aby turbína běžela dlouhodobě například na 50 %. S rostoucím výkonem turbín ale roste spotřeba paliva (na hodinu provozu). COGAG proto kombinuje jednu plynovou turbínu s velkým výkonem (např. 14 MW Rolls-Royce Spey SM1A) pro vyšší rychlosti a jednu plynovou turbínu s menším výkonem (např. 3,6 MW Rolls-Royce Tyne RM3C) pro ekonomickou plavbu cestovní rychlostí. Obě turbíny jsou spojkou propojeny s převodovkou, která umožňuje přenos točivého momentu obou turbín na lodní hřídel. Koncepce COGAG je oproti koncepci COGOG konstrukčně složitější, ale pro dosažení stejného maximálního výkonu (stejné rychlosti) stačí hlavní turbína o nižším výkonu, protože při plavbě maximální rychlostí jsou zapojené obě turbíny.
Royal Navy použila systém COGAG na letadlových lodích třídy Invincible a na fregatách typu 22 (část jednotek Batch II, počínaje HMS Brave (F94), a všechny čtyři jednotky Batch III). U typu 22 tak došlo k nahrazení systému COGOG za COGAG. Následující fregaty typu 23 ale systém COGAG nahradily systémem CODLAG.